# Заштитник грађана
Заштитник грађана је независан државни орган који штити права грађана и контролише рад органа државне управе, органа надлежног за правну заштиту имовинских права и интереса Републике Србије, као и других органа и организација, предузећа и установа којима су поверена јавна овлашћења („омбудсман”).

## Избор
Заштитника грађана бира Народна скупштина Републике Србије већином гласова свих народних посланика, на предлог одбора надлежног за уставна питања. Кандидата за заштитника грађана има право да предложи свака посланичка група. Бира се на време од пет година и исто лице може бити највише два пута узастопно бирано на ову функцију.
За заштитника грађана може бити изабран држављанин Републике Србије који испуњава следеће услове: да је дипломирани правник; да има најмање десет година искуства на правним пословима који су од значаја за обављање послова из надлежности заштитника грађана; да поседује високе моралне и стручне квалитете; да има запажено искуство у заштити права грађана.
Заштитник грађана има четири заменика који му помажу у обављању послова, у оквиру овлашћења која им он пренесе. Приликом преношења овлашћења заменицима, заштитник грађана посебно води рачуна о томе да се обезбеди одређена специјализација, нарочито у погледу заштите права лица лишених слободе, равноправности полова, права детета, права припадника националних мањина и права особа са инвалидитетом. Заменике заштитника грађана бира Народна скупштина већином гласова свих народних посланика, на предлог заштитника грађана.
Са функцијом заштитника грађана, односно заменика заштитника грађана, неспојиво је обављање друге јавне функције или професионалне делатности, као и обављање друге дужности или посла који би могао утицати на њихову самосталност и независност. Заштитник грађана и заменик заштитника грађана не могу бити чланови политичких странака нити могу давати изјаве политичке природе.
Заштитник грађана и његови заменици уживају имунитет као народни посланици. О укидању имунитета заштитника грађана и његових заменика одлучује Народна скупштина већином гласова свих народних посланика. Заштитник грађана има право на плату у висини плате председника Уставног суда, а заменици у висини плате судије Уставног суда.

## Надлежност
Заштитник грађана је овлашћен да контролише поштовање права грађана, утврђује повреде учињене актима, радњама или нечињењем органа управе, ако се ради о повреди републичких закона, других прописа и општих аката. Овлашћен је да контролише законитост и правилност рада органа управе. Није овлашћен да контролише рад Народне скупштине, председника Републике, Владе, Уставног суда, судова и јавних тужилаштава.
Заштитник грађана има право предлагања закона из своје надлежности. Овлашћен је да Влади односно Народној скупштини поднесе иницијативу за измену или допуну закона и других прописа и општих аката, као и да иницира доношење нових закона, других прописа и општих аката. Влада, односно надлежни одбор Народне скупштине, обавезни су да разматрају иницијативе које подноси заштитник грађана.
Заштитник грађана је овлашћен да покрене поступак пред Уставним судом за оцену уставности и законитости закона, других прописа и општих аката.
Заштитник грађана је овлашћен да јавно препоручи разрешење функционера који је одговоран за повреду права грађана, односно да иницира покретање дисциплинског поступка против запосленог у органу управе који је непосредно одговоран за учињену повреду и то ако из поновљеног понашања функционера или запосленог произилази намера да одбијају сарадњу са заштитником грађана или ако се утврди да је учињеном повредом грађанину причињена материјална или друга штета већих размера.
Заштитник грађана има право несметаног приступа заводима за извршење санкција и другим местима на којима се налазе лица која су лишена слободе, као и право да са тим лицима разговара насамо.
Заштитник грађана покреће поступак по притужби грађана или по сопственој иницијативи. Председник Републике Србије, председник и чланови Владе, председник Народне скупштине, председник Уставног суда и функционери у органима управе дужни су да приме заштитника грађана на његов захтев најкасније у року од 15 дана. Заштитник грађана подноси Народној скупштини редован годишњи извештај који се објављује у службеном гласнику. Може да подноси и посебне извештаје, ако за тим постоји потреба.